# 형용동사
형용동사 (形容動詞)는 이른바 학교 문법 등에서 이용되는 일본어의 품사 중 하나이다.

## 개요
형용동사는 헤이안 시대에 형용사가 부족했을 때, 형용사로 표현할 수 없는 의미를 가지는 명사를 어간으로서 'なり' 또는 'たり'를 붙이는 것에 의해서 성립했다. (나리 활용과 타리 활용. 전자는 현재의 다형 활용, 후자는 타루토형 활용).
독립한 품사로서 이를 세우는 것에 부정도 많아, 각각 별로 마디를 세워 설명하지만, 형용사로 하는 입장, 명사로 하는 입장이 있다. '형용동사'라는 명칭에도 이론이 있다. 우선, 독립한 품사로 하는 입장으로부터 설명해, 그 후에 이론을 나타낸다.

## 다른 품사와의 차이

### 형용사와의 차이
형용사는 '大きいである'와 같이 '~である'를 붙일 수 없지만, 형용동사는 '不謹慎である'와 같이 '～である'를 붙일 수 있다(타루토형 활용을 제외). 타루토형 활용의 형용동사에 한해서는, '堂々たれ'와 같이 명령형이 존재한다.

### 명사와의 차이
명사는 활용이 존재하지 않지만, 형용동사는 활용이 존재하는데, 그것만으로는, 명사+조동사 'だ'의 형태와 형용동사를 구별하는 것으로는 되지 않는다. 형용동사와 명사의 문법적 행동에는 명확한 차이가 인정된다. 예를 들어, 명사+'だ'로 비교해 다음의 차이를 볼 수 있다.
- 어간 - 'な'의 형태로 연체 수식어 (부)가 될 수 있다 (예: 無慈悲な鉄槌)
- 정도를 나타내는 부사 등 (부사나 연용형)에 수식될 수 있다(예: かなり無慈悲)

## 형용동사에의 대응
형용동사와 형용사는, 함께 자립어이며, 용도를 하나로 하고 있다. 현대 일본어 문법으로의 양자의 차이점은, 활용어미 뿐이다. 이로부터, 일본어 학자의 사이에서는 형용동사를 단일의 품사로서 취급해서는 안된다는 의견이 옛부터 있다. 이하 우선, 일본어의 4대문법에서의 취급에 대해 설명한다.
하시모토 문법에서는 용언의 일품사로서 형용동사를 들어 학교 문법도 이에 준하고 있기 때문에 학교 교육에서는 형용동사라는 품사는 사용되고 있다. 마츠시타 문법도 품사로서 들고 있다. 야마다 문법에는 '형용동사'는 있지만 범위가 차이가 난다
4대문법이 남는 하나인 토키에다 문법의 도키에다 모토키는 형용동사를 부정해, '静かな' '丈夫に'는 체언에 조동사가 붙은 것으로 했다. 신무라 이즈루 ('고지엔'은 형용동사를 인정하지 않는다)나 스즈키 시게유키·쿠도 마유미들 언어학 연구회의 멤버도 같이 형용동사를 부정하고 있다.

### 형용사로 하는 입장
일본어를 모어로 하지 않는 사람들에 대한 일본어 교육에서는, '형용사'로서 소개되는 것이 일반적이다. 자세한 것은 #일본어 교육에서의 형용동사를 참조.

### 명사로 하는 입장
형용동사를 품사의 하나로 인정하지 않는 경우, 주로 명사에 조동사 'だ'가 접속한 것으로 간주하는 설이 유력하다. 덧붙여 형용동사로 여겨지는 것과 조동사 'だ'의 활용 양식은 기본적으로 동일하다.
이 입장에서는, 일부의 명사는, 명사+'な' (조동사 'だ' 연체형)의 형태로, 명사를 수식할 수 있는 수식 어구 (연체 수식어)를 만든다고 생각한다. 이 '일부의 명사'는, 보통 명사와는 성질이 약간 다르기 때문에, 예를 들면 '형용사성 명사'라고 부른다.
그렇다면, 형용사성 명사+조동사 'だ'의 형태는, 정도를 나타내는 부사 상당 어구 (부사나 연용형)에 의해서 수식된다 (예: 'たいへん-綺麗-な').
한편, 일반적인 명사의 경우, 명사+'だ'의 형태가 정도의 부사 등에 의해서 수식되는 일은 없다.
무엇보다, 'そこより少し東の'와 같이, 형용사성 명사가 아닌 명사 (형용동사 어간이 되지 않는 명사)의 경우에서도 같은 구문은 있다는 지적도 있다.
형용동사는 명사와의 경계가 애매하다는 견해에 의해, 고지엔 등 형용동사를 독립한 품사로 인정하지 못하고 명사의 일종으로 간주하고 있는 문헌의 존재가 확인되고 있다. 그 견해에 의하면, 예를 들면 '清廉' '波乱万丈' 등은, 옛날에는 '清廉の人' '波乱万丈の人生'과 같이 (형용동사와 명사를 다른 품사라고 생각하는 입장에서 말한다) 명사로서 사용하는 것이 보통이었지만, 사람·문맥에 따라서는 '清廉な人' '波乱万丈な人生'과 같이 (같이 다른 품사라고 생각하는 입장에서 말한다) 형용동사로서 사용하는 사람도 많아, 흔들림이 있다. 오늘 있는 형용동사도 원래는 모두 명사로부터 형용동사에 변화한 것이니까, 경계선상에 있는 말이 있는 것은 당연한 일이다. 덧붙여 형용동사를 독립한 품사로 인정하지 않는 입장으로부터 말하면, 앞의 예는 모두 명사로, 연체 수식 시에 'な'를 따를지 'の'를 따를지에 흔들림이 있다는 것이 된다.

### 명칭과 관계되는 이론
또, 형용동사를 품사로서 인정하는 입장으로부터도, 명칭에 대해 이론이 있어, 동사보다 전술대로 형용사적인 것, 활용어미를 취한 어간의 부분을 원칙으로서 명사로서 꺼낼 수 있는 것부터, 형용 '동사'의 이름에 의문이 제시되는 일이 있다. 실제, 해외에서의 일본어 연구에서는 "nominal adjective"(명사적 형용사)의 역어가 충당되는 것이 많다. 또 일본어 학자 테라무라 히데오도 자기 저서에서는 '명용사'라는 용어를 이용하고 있다.
형용동사의 연체형 '~な'의 어원은, 문어 '~なり'의 연체형 '~なる'가 변화한 것이라고 생각된다. 이 말은 예를 들어 체언을 두 개 연결하는 경우에도 사용되었지만, 에도 말기 이후 이러한 용법은 볼 수  없게 되어, 'の'로 접속하는 것이 일반적으로 되었다고 생각할 수 있다. 이하는 그 예이다.
- [문어] 豊かなる川の流れ (문어에서의 형용동사의 연체형)
- [현대어] 豊かな川の流れ (현대어에서의 형용동사의 연체형)
- [문어] そこなお方は誰そ ( 'そこなる'가 변화한 것)
- [현대어] そこのお方はどなたですか (두 개의 체언의 연결에 の를 이용하고 있다)

## 일본어 교육에서의 형용동사
일본어를 모어로 하지 않는 사람들에 대한 제2 언어·혹은 외국어로서 일본어를 가르치는 일본어 교육에서는, 형용동사를 '나형용사 (na-adjective)', 형용사를 '이형용사 (i-adjective)'로서 가르치는 것이 많다. 또 활용으로서는 명사 +계사와 거의 같고, 연체형을 ナ, 연용형을 ニ로 할 만한 차이인 것부터, 나명사, na-noun, qualitative noun,  adjectival noun로 불리기도 한다.
형용동사를 adjectival noun라고 부르는 경우, 대비시키는 형태로 형용사를 adjectival verb라고 부르는 것이 많다. 한편, 일본어명을 직역하는 형태로 형용동사를 adjective verb등이라고 부르기도 할 수 있으므로, 주의가 필요하다.

## 구어 형용동사의 활용

### 다형 활용
| 미연형 | だろ       |
| 연용형 | だっ·で·に |
| 종지형 | だ         |
| 연체형 | な         |
| 가정형 | なら       |
| 명령형 | ×          |

다형 활용은 니나형 활용이라고도 불린다.
단정의 조동사 'だ'와 유사한 어형변화이지만, 형용동사의 연체형은 명사를 수식할 수 있다 (한 편, 조동사 'だ'의 연체형은 'なの' 'なので' 등으로 나타날 뿐).
다형 활용의 형용동사에는,
상기의 활용형 외에 '어간의 용법'이 존재한다 (참조: 어간 용법).
- 어간의 형태로 문장의 종단이 된다
- 일부의 종조사·간투조사 ('か' 'かしら' 'さ' 'ね' 등)을 붙여 문장의 종단이 된다
- 일부의 조동사 ('そうだ' 'らしい')가 붙는 경우

게다가 정중체 (경어체) (참조: 경어)의 활용형도 존재한다.
| 미연형 | でしょ   |
| 연용형 | でし     |
| 종지형 | です     |
| 연체형 | (です)   |
| 가정형 | (ですれ) |
| 명령형 | ×        |

덧붙여 형용동사를 단일의 품사로서 인정하지 않는 입장에 의하면, 정중체에서도, “명사+단정의 조동사 'です'”의 편성이라는 설명이 된다.
다형 활용에는, 'である'에 유래하는 'だろ' 'だっ' 'で' 'だ'와, 문어의 'なり'(나리 활용)에 유래하는 'に' 'な' 'なら'가 혼재하고 있다. 종지형의 'だ'와 연체형의 'な'는 모두 원래는 종지형·연체형 모두 이용된 것이며, 무로마치 시대부터 에도시대 초기까지는 형용동사의 종지형으로도 'な'가 보통으로 이용되었다.
다형 (니나형) 형용동사에는, 각론에서, 품사 분류 상의 제설이 존재한다.
1. 특수한 연체형을 가지는 것 -'同じだ'는 2종류의 연체형을 가진다. 즉, 격조사 'の', 접속 조사 'ので', 'のに'에 이어지는 경우는 '同じな', 체언에 이어지는 경우는 '同じ'라고 활용한다. 후자를 연체사로 분류하는 설도 있지만, 다음 방향 2.의 이유로부터도, 설명은 어렵다. '同じだ' 외에 'こんなだ' 'そんなだ' 'あんなだ' 'どんなだ' 등이, 이에 해당한다. 다만, '同じ~するなら'과 같이, '모처럼, 어차피'의 의미로 사용하는 '同じ'는, 별어이며, 이는 부사이다.
2. 연체형만 존재하는 것 -'大きな'은, 연체사로 분류하는 설이 일반적이다. 그러나, 다른 연체사와는 달리, 피수식어가 될 수 있는 (예: 'とても大きな') 성격을 가진다. 또, 원래 '나리 활용'의 형용동사였던 경위를 고려하면, 본래는 '大きだ'라는 형용동사이라고 가정해, 그 활용형의 대부분이 퇴화해, 연체형 '大きな'만이 현대어로서 남아 사용되고 있다는 설명도, 모순이 적고, 약설이면서 버리기 어렵다. '大きな' 외에 '小さな' 'おかしな' 등이, 이것에 해당한다.

### 타루토형 활용
다형 활용과는 다른, 다음과 같은 활용을 하는 형용동사도 있다.
| 미연형 | ×      |
| 연용형 | と     |
| 종지형 | ×      |
| 연체형 | たる   |
| 가정형 | ×      |
| 명령형 | (たれ) |

문어의 타리 활용에 유래하지만, 활용이 꽤 퇴화하고 있다. 토타루형 활용이라고 하기도 한다.

## 문어 형용동사의 활용

### 나리 활용
| 미연형 | なら     |
| 연용형 | なり, に |
| 종지형 | なり     |
| 연체형 | なる     |
| 이연형 | なれ     |
| 명령형 | なれ     |

'~にあり'가 단축한 것이기 때문에, ラ행변격활용과 유사한 활용을 한다.

### 타리 활용
| 미연형 | たら     |
| 연용형 | たり, と |
| 종지형 | たり     |
| 연체형 | たる     |
| 이연형 | たれ     |
| 명령형 | たれ     |

'~とあり'가 단축한 것이다.

## 같이 보기
- 일본어 문법
- 형용사
- 동사
- 용언